# Сорока Дмитро Ігнатович
Дмитро́ Ігна́тович Соро́ка (8 листопада 1901—3 січня 1975) — радянський господарський, державний та політичний діяч, Герой Соціалістичної Праці.

## Біографія
Народився 1901 року в селі Гола Пристань. З 1915 року — на господарській, громадській та політичній роботі. У 1915—1974 pоках матрос на вітрильному судні «Святий Миколай», випускник Херсонського морського технікуму, вантажник у Батумському порту, червоноармієць, матрос, штурман та помічник капітана на суднах Чорноморського державного морського пароплавства «Інгул» та «Схід», лоцман у Новоросійському порту, «Ян Томп» та теплоході «Фрідріх Енгельс», капітан теплохода «Тбілісі», учасник Другої світової війни, капітан пароплава «Сухона» Далекосхідного державного морського пароплавства, турбохода «Петр Великий», «Радянський Союз» Чорноморського державного морського пароплавста, капітан пароплава «Україна», капітан пасажирського дизель-електрохода «Росія» Чорноморського державного морського пароплавства
Указом Президії Верховної Ради СРСР від 3 серпня 1960 року присвоєне звання Героя Соціалістичної Праці з врученням ордена Леніна та золотої медалі «Серп і Молот».
Помер в Одесі 1975 року, похований на Другому Християнському кладовищі Одеси.

## Пам'ять
На фасаді будинку № 98 на вулиці Новосельського в місті Одесі, де жив Дмитро Сорока, встановлено меморіальну дошку.